# Oskar Kwiatkowski
Oskar Kwiatkowski (* 25. April 1996 in Zakopane) ist ein polnischer Snowboarder. Er startet in den Paralleldisziplinen.

## Werdegang
Kwiatkowski startete im Januar 2012 in Vratna erstmals im Europacup und belegte dabei den 53. Platz im Riesenslalom. Beim Europäischen Olympischen Winter-Jugendfestival 2013 in Predeal holte er die Silbermedaille im Parallel-Riesenslalom und errang den 26. Platz im Snowboardcross. Im Dezember 2013 debütierte er im Snowboard-Weltcup. Dabei wurde er disqualifiziert. Bei den Juniorenweltmeisterschaften 2014 in Chiesa in Valmalenco kam er auf den 22. Platz im Parallel-Riesenslalom und auf den 12. Rang im Parallelslalom und bei den Juniorenweltmeisterschaften 2015 in Yabuli den 12. Platz im Parallel-Riesenslalom und auf den fünften Rang im Parallelslalom. Im Januar 2017 gewann er bei der Winter-Universiade in Almaty die Silbermedaille im Parallelslalom. Im Parallel-Riesenslalom wurde er dort Sechster. Bei den Snowboard-Weltmeisterschaften 2017 in Sierra Nevada fuhr er auf den 20. Platz im Parallel-Riesenslalom und auf den 12. Platz im Parallelslalom. Im folgenden Jahr belegte er bei den Olympischen Winterspielen 2018 in Pyeongchang den 13. Platz im Parallel-Riesenslalom. Im März 2018 erreichte er in Scuol mit dem zweiten Platz im Parallel-Riesenslalom seine erste Top-Zehn-Platzierung und Podestplatzierung im Weltcup. Im folgenden Jahr fuhr er bei den Weltmeisterschaften in Park City im Parallel-Riesenslalom auf den zehnten Platz. Im März 2019 wurde er polnischer Meister im Parallelslalom und holte bei der Winter-Universiade in Krasnojarsk die Goldmedaille im Parallel-Riesenslalom.
In der Saison 2019/20 kam Kwiatkowski im Weltcup zweimal unter den ersten Zehn, darunter Platz drei in Scuol und belegte damit den 18. Platz im Parallelweltcup. Zudem gewann er im Europacup mit einem Sieg und zwei zweiten Plätzen die Parallel-Riesenslalom-Wertung. In der folgenden Saison errang er mit drei Top-Zehn-Platzierungen, darunter Platz drei in Rogla erneut den 18. Platz im Parallelweltcup und den achten Platz im Parallel-Riesenslalom-Weltcup. Beim Saisonhöhepunkt, den Snowboard-Weltmeisterschaften 2021 in Rogla, belegte er den 11. Platz im Parallel-Riesenslalom und den siebten Rang im Parallelslalom. Im folgenden Jahr wurde er polnischer Meister im Parallelslalom und bei den Olympischen Winterspielen 2022 in Peking Siebter im Parallel-Riesenslalom.

## Teilnahmen an Weltmeisterschaften und Olympischen Winterspielen

### Olympische Winterspiele
- 2018 Pyeongchang: 13. Platz Parallel-Riesenslalom
- 2022 Peking: 7. Platz Parallel-Riesenslalom

### Snowboard-Weltmeisterschaften
- 2017 Sierra Nevada: 12. Platz Parallelslalom, 20. Platz Parallel-Riesenslalom
- 2019 Park City: 10. Platz Parallel-Riesenslalom
- 2021 Rogla: 7. Platz Parallelslalom, 11. Platz Parallel-Riesenslalom
- 2023 Bakuriani: 1. Platz Parallel-Riesenslalom, 8. Platz Parallelslalom-Team, 15. Platz Parallelslalom

## Weltcupsiege und Weltcup-Gesamtplatzierungen

### Weltcupsiege
| Nr. | Datum           | Ort           | Disziplin             |
| --- | --------------- | ------------- | --------------------- |
| 1.  | 14. Januar 2023 | Scuol         | Parallel-Riesenslalom |
| 2.  | 27. Januar 2023 | Blue Mountain | Parallel-Riesenslalom |

### Weltcup-Gesamtplatzierungen
| Saison  | Parallel | Parallel | Parallel-Riesenslalom | Parallel-Riesenslalom | Parallelslalom | Parallelslalom |
| Saison  | Punkte   | Platz    | Punkte                | Platz                 | Punkte         | Platz          |
| ------- | -------- | -------- | --------------------- | --------------------- | -------------- | -------------- |
| 2014/15 | 35       | 56.      | 35                    | 47.                   | –              | –              |
| 2015/16 | 127      | 43.      | 68                    | 41.                   | 59             | 43.            |
| 2016/17 | 305,2    | 42.      | 215,2                 | 38.                   | 90             | 38.            |
| 2017/18 | 1401,3   | 27.      | 1206,4                | 21.                   | 194,9          | 29.            |
| 2018/19 | 1114,1   | 27.      | 1000,7                | 24.                   | 113,4          | 41.            |
| 2019/20 | 1773,7   | 18.      | 1524                  | 12.                   | 249,7          | 25.            |
| 2020/21 | 168      | 18.      | 159                   | 8.                    | 9              | 39.            |
| 2021/22 | 152      | 17.      | 122                   | 13.                   | 30             | 26.            |
| 2022/23 | 418      | 5.       | 334                   | 3.                    | 84             | 17.            |
| 2023/24 | 229      | 17.      | 160                   | 15.                   | 69             | 19.            |
| 2024/25 | 150      | 29.      | 135                   | 24.                   | 15             | 36.            |